# 德國紐倫堡不明飛行物事件

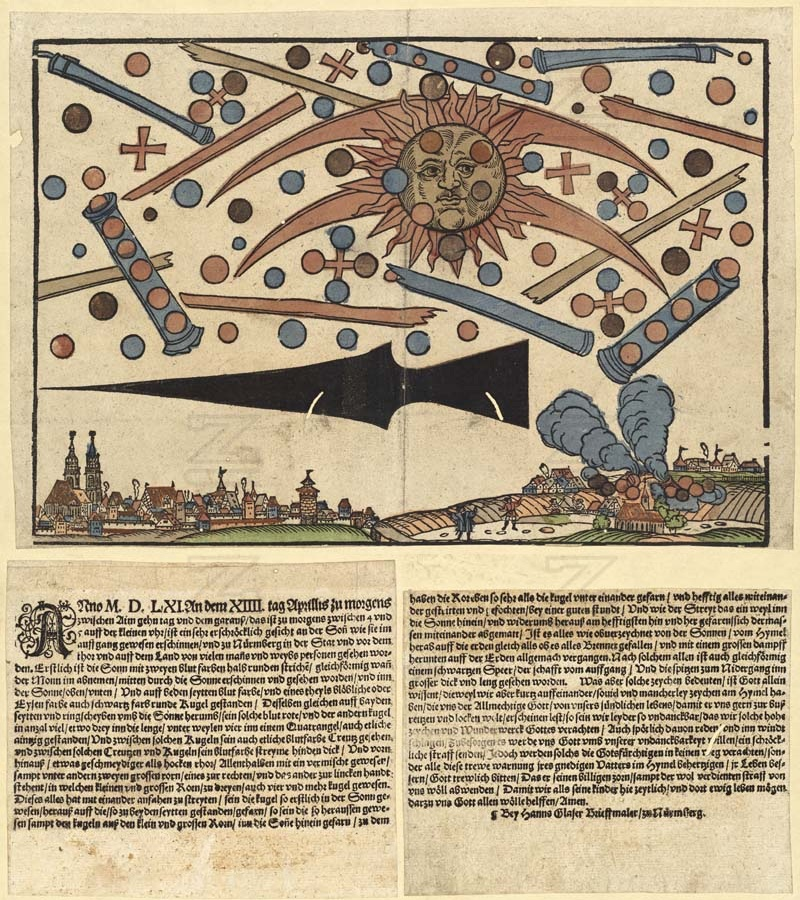
德國紐倫堡印刷的新聞報道，描述1561年4月14日的不明飛行物事件，來自蘇黎世的Wickiana集

德國紐倫堡不明飛行物事件是發生在1561年4月14日的德國紐倫堡的幽浮事件。1561年4月14日的清晨，他們看到了當地新聞快報稱為非常可怕的景象，人們看到天空中有各種奇怪的飛行物體，它們似乎在天空中打仗（戰鬥）。太陽升起後，他們看到難以置信的景象，他們看到雪茄型的飛行物體及十字型等形狀的物體在空中飛行。人們看見這些物體停留很久。突然，這些物體開始互相撞向對方，之後人們看見這些物體撞向地面，然後消失在一陣煙霧中，而其他物體則飛走，消失於面向太陽的方向。